# Buffalo Gap (South Dakota)
Buffalo Gap (Lakota pté tȟathíyopa otȟúŋwahe) ist eine Gemeinde im Custer County im US-Bundesstaat South Dakota. Das U.S. Census Bureau hat bei der Volkszählung 2020 eine Einwohnerzahl von 131 ermittelt.

## Geographie
Der Ort liegt östlich des Unkpapa Peak der Black Hills im Tal des Calico Canyon an einem Zufluss des Cheyenne River.
Der Name deutet an, dass es am Hang der Black Hills im Westen eine Rückzugsort für Bisons gab. Der State Highway 79 zwischen Hermosa und Hot Springs hat in Buffalo Gap eine Abzweigung zur County Road 656. Der Ort bietet einen Ausgangspunkt für Besuche in den Buffalo Gap National Grasslands, im Badlands National Park und im Pine Ridge Indian Reservation.

## Geschichte
Buffalo Gap wurde 1877 gegründet und 1885 zu einer Eisenbahn-Abzweigung der Fremont, Elkhorn and Missouri Valley Railroad. Buffalo Gap war früher einer der größten Städte South Dakotas, doch erlitt die Stadt dasselbe Schicksal wie die meisten anderen Städte in dieser Ära. Durch eine Laterne, die versehentlich von einer Kuh umgestoßen wurde, kam es zu einem Brand. Von diesem Ereignis konnte sich die Stadt nie wieder erholen. Sie wurde auch nie zu ihrer ursprünglichen Größe wiederaufgebaut. Trotzdem stehen immer noch viele historische Gebäude.

## Bevölkerung
2010 wohnten 126 Menschen in 66 Haushalten. 91,3 Prozent waren Weiße, 7,1 Prozent amerikanische Ureinwohner, 0,8 Prozent aus anderen Ethnien sowie weitere 0,8 Prozent aus zwei oder mehr Ethnien. 0,8 Prozent der Bevölkerung gaben an, Hispanier oder Latinos zu sein.
2010 lebten 16,7 Prozent Kinder unter 18 Jahren in 66 Haushalten. 39,4 Prozent waren verheiratete, zusammenlebende Paare, 51,5 Prozent waren keine Familien. 43,9 Prozent der Haushalte bestanden aus Einzelpersonen und 19,7 Prozent waren alleinlebende Personen, die über 65 Jahre alt waren.